# Jacek Magiera
Jacek Jan Magiera (ur. 1 stycznia 1977 w Częstochowie) – polski piłkarz, trener i działacz piłkarski.

## Kariera piłkarska
Jacek Magiera jest wychowankiem Rakowa Częstochowa, w barwach którego zadebiutował w Ekstraklasie 18 marca 1995 w meczu przeciwko Stali Mielec. W barwach częstochowskiej drużyny grał do jesieni sezonu 1996/1997, rozgrywając 38 spotkań ligowych i zdobywając 8 bramek.
Od wiosny sezonu 1996/1997 przez kolejnych 9 lat reprezentował barwy Legii Warszawa, w której grał do końca 2005 roku (z półroczną przerwą na wypożyczenie do Widzewa Łódź na rundę wiosenną sezonu 1999/2000).
Od razu po transferze z Rakowa do Legii Magiera odniósł swój pierwszy sukces. W 1997 roku zdobył z drużyną Puchar Polski i wicemistrzostwo kraju. W następnym sezonie został filarem pomocy w drużynie z Łazienkowskiej i zdobył z Legią Superpuchar Polski. Magiera był podstawowym zawodnikiem drugiej linii, gdzie z zaufaniem wystawiał go m.in. trener Stefan Białas, który prowadził drużynę w sezonie 1998/1999. Dopiero po objęciu stanowiska trenera warszawskiej drużyny przez Franciszka Smudę stracił miejsce w składzie i został wypożyczony do Widzewa Łódź, dla którego wiosną 2000 rozegrał 14 ligowych meczów.
Po powrocie na Łazienkowską ówczesny trener nadal nie obdarzał go zaufaniem i wpuszczał jedynie na końcówki spotkań. Zmiana nastąpiła, dopiero gdy w Legii został zatrudniony Dragomir Okuka. Magiera wrócił do składu i pomógł swojej drużynie zdobyć w sezonie 2001/2002 mistrzostwo Polski wraz z Pucharem Ligi. Przez kolejne lata był ważnym ogniwem drużyny z Łazienkowskiej.
Sytuacja Magiery zmieniła się, gdy szkoleniowcem warszawian został Dariusz Wdowczyk. Po rundzie jesiennej sezonu 2005/2006 trener Legii zrezygnował z jego usług, wypożyczając go do grającego w III lidze Rakowa. Jednak ze względu na jesienne występy w stołecznej drużynie Magierze został przyznany tytuł mistrza Polski 2006. W barwach Legii Magiera rozegrał (wliczając rozgrywki Ekstraklasy, Pucharu Polski, Pucharu Ligi, Superpucharu oraz europejskich pucharów) 232 mecze i strzelił 19 goli.
Od początku sezonu 2006/2007 piłkarz występował w Cracovii, zachęcony przez ówczesnego trenera krakowskiej drużyny – Stefana Białasa. Po kilku meczach w sezonie 2006/2007 Magiera rozwiązał kontrakt z Cracovią. Po rundzie jesiennej sezonu 2006/2007 zdecydował się zakończyć karierę piłkarską.

### Reprezentacja
Razem z reprezentacją Polski U-16 zdobył Mistrzostwo Europy w 1993 roku.
Był kapitanem reprezentacji Polski U-17, która na Mistrzostwach Świata w Japonii w 1993 roku pod wodzą Andrzeja Zamilskiego zajęła 4. miejsce.

## Kariera trenerska

### Wczesna kariera: Legia II, Motor Lublin, Zagłębie Sosnowiec
20 grudnia 2006 roku Jacek Magiera oficjalnie dołączył do sztabu szkoleniowego Legii Warszawa, stając się jednym z asystentów ówczesnego trenera Dariusza Wdowczyka. Funkcję tę sprawował przy kolejnych szkoleniowcach „wojskowych”: Jacku Zielińskim, Stefanie Białasie, Macieju Skorży i Janie Urbanie. 7 stycznia 2014 został trenerem rezerw Legii Warszawa. Opuścił to stanowisko 7 czerwca 2015 roku.
Dnia 1 stycznia 2016 zaczął pełnić funkcję doradcy zarządu do spraw sportowych w Motorze Lublin. W lubelskim klubie pracował do czerwca 2016 roku. 16 maja 2016 podpisał roczny kontrakt na prowadzenie Zagłębia Sosnowiec w sezonie 2016/2017, z możliwością jego przedłużenia. 22 września 2016 rozwiązał tenże kontrakt za porozumieniem stron.

### Legia Warszawa
24 września 2016 został trenerem Legii Warszawa. W pierwszym sezonie poprowadził Legię w pięciu meczach Ligi Mistrzów, zajmując z klubem trzecie miejsce w fazie grupowej, zapewniające grę w fazie play-off Ligi Europy. 4 czerwca 2017 zdobył pierwsze w swojej trenerskiej karierze trofeum, sięgając z Legią po mistrzostwo Polski.
13 września 2017 Magiera został zwolniony z funkcji trenera Legii Warszawa. Powodem tej decyzji było m.in. odpadnięcie drużyny w trzeciej rundzie eliminacji Ligi Mistrzów, gdzie stołeczny klub okazał się gorszy od FK Astana, a w dwumeczu o fazę grupową Ligi Europy odpadł z mołdawskim Sheriffem Tyraspol.

### Praca w PZPN i młodzieżowych reprezentacjach Polski
13 grudnia 2017 został zastępcą dyrektora sportowego ds. rozwoju piłki młodzieżowej w Polskim Związku Piłki Nożnej.
W marcu 2018 został selekcjonerem młodzieżowej reprezentacji Polski U20. Poprowadził ją na Mistrzostwach Świata U20 2019, gdzie Polska trafiła do grupy A. Po porażce z Kolumbią (0:2), wysokiej wygranej z Tahiti (5:0) oraz remisie z Senegalem (0:0), drużyna Magiery awansowała do fazy pucharowej z 3 miejsca w grupie. W 1/8 finału Polska zmierzyła się z Włochami, którym ulegała 0:1, tym samym kończąc na tym etapie turniej.
Od 1 lipca 2020 do 11 marca 2021 prowadził młodzieżową reprezentację Polski U19.

### Śląsk Wrocław, zwolnienie i powrót
22 marca 2021 podpisał kontrakt ze Śląskiem Wrocław. 8 marca 2022 został zwolniony z funkcji trenera, by po 13. miesiącach (z wciąż ważnym kontraktem) wrócić do klubu, zastępując Ivana Đurđevicia. W sezonie 2023/2024 zdobył ze Śląskiem wicemistrzostwo Polski. 12 listopada 2024 przestał pełnić funkcję trenera Śląska. Śląsk zajmował wówczas ostatnie miejsce w tabeli Ekstraklasy w sezonie 2024/2025.

### Reprezentacja Polski
17 lipca 2025 dołączył do sztabu szkoleniowego reprezentacji Polski, gdzie objął funkcję drugiego trenera.

## Życie prywatne
Jest magistrem historii. Dyplom uzyskał na Akademii im. Jana Długosza w Częstochowie. Tematem jego pracy magisterskiej była Historyczna i heraldyczna emblematyka na podstawie klubów piłkarskich. Jest żonaty, ma dwoje dzieci: Małgorzatę (ur. 2012) oraz Jana (ur. 2014). Ma brata Marka, komentatora sportowego.

## Sukcesy

### Piłkarz
Legia Warszawa
- Mistrzostwo Polski: 2001/2002, 2005/2006
- Puchar Polski: 1996/1997
- Superpuchar Polski: 1997
- Puchar Ligi: 2001/2002

### Trener
Legia Warszawa
- Mistrzostwo Polski: 2016/2017, 2017/2018

Polska U-20
- awans do 1/8 finału Mistrzostw Świata U-20: 2019

Śląsk Wrocław
- Wicemistrzostwo Polski: 2023/2024